# Хахельбих
Хахельбих (нем. Hachelbich) — община в Германии, в земле Тюрингия. 
Входит в состав района Кифхойзер. Подчиняется управлению Киффхойзер.  Население составляет 610 человек (на 31 декабря 2010 года). Занимает площадь 23,68 км².